# Peugeot Type 26, 27 e 28
Le Type 26, 27 e 28 erano tre modelli di autovettura prodotti dal 1899 al 1902 dalla Casa automobilistica francese Peugeot.

## Profilo
Queste tre vetture stavano leggermente al di sopra delle contemporanee Type 21, 24, 30 e 31, poiché offrivano migliori contenuti, specie in fatto di abitabilità.
Furono introdotte tutte e tre nel 1899 e differivano tra loro per il passo, più corto sulla Type 26 (1.46 m) e più lungo sulla Type 27 (2.05 m). La Type 28 stava invece ad un livello intermedio tra le prime due per quanto riguardava gli ingombri (passo di 1.75 m).

Anche le carrozzerie differivano tra loro: mentre la Type 26 e la Type 28 erano caratterizzate da un corpo vettura di tipo cabriolet, la Type 27 era invece una coupé sul genere della Type 21.

Erano equipaggiate da un bicilindrico da 1056 cm³ in grado di spingerle ad una velocità massima di 35 km/h.
Furono prodotte fino al 1902, tranne la Type 28, prodotta solo fino al 1900. Il totale fu di 456 esemplari, così suddivisi:
- Type 26: 419 esemplari
- Type 27: 29 esemplari
- Type 28: 8 esemplari